# Immobilienaktiengesellschaft
Bei Immobilienaktiengesellschaften (kurz Immobilien-AG) handelt es sich um Unternehmen, die in der Rechtsform der Aktiengesellschaft geführt werden und überwiegend in Immobilien investieren. Einige dieser Immobilienaktiengesellschaften sind börsennotiert. Eine spezielle Form von Immobilien-AGs sind REITs. Der Vorteil von Immobilienaktiengesellschaften ist, dass sie über den Zugang zum Kapitalmarkt Eigenkapital für die Investitionstätigkeit in Immobilien generieren können. Andere Immobilieninvestoren müssen Eigenkapital durch die Thesaurierung von Gewinnen generieren. Dies benötigt mehr Zeit, so dass Immobilienaktiengesellschaften schneller als ihre Wettbewerber wachsen können.

## Deutschland
Die größten deutschen börsennotierten Immobilienaktiengesellschaften sind (sortiert nach Marktkapitalisierung per 27. Juli 2025):
- Vonovia
- Deutsche Wohnen
- LEG Immobilien
- GSW Immobilien
- TAG Immobilien
- TLG Immobilien
- Deutsche EuroShop
- Sedlmayr Grund und Immobilien
- Patrizia SE
- alstria office REIT
- Hamborner REIT
- Instone Real Estate

## Österreich
Die größten österreichischen börsennotierten Immobilienaktiengesellschaften sind (sortiert nach Marktkapitalisierung per 27. Juli 2025):
- CPI Europe
- CA Immo
- UBM Development

## Schweiz
Schon 1915 gab es mehr als 2.000 Immobilien-AGs in der Schweiz. Die Anzahl stieg in der Folgezeit sehr schnell auf 7.000 in 1937 bzw. 21.533 bis 1973.
Die größten Schweizer börsennotierten Immobilienaktiengesellschaften sind (sortiert nach Marktkapitalisierung per 27. Juli 2025)
- Swiss Prime Site
- PSP Swiss Property
- Allreal Holding AG
- Mobimo Holding
- Investis Holding
- Intershop Holding
- INA Invest Holding
- HIAG Immobilien
- ZUG Estate Holding
- EPIC Suisse AG

## Nachweise
1. ↑  
finanzen100. In: Finanzen 100. Focus Online Group GmbH, abgerufen am 27. Juli 2025.
2. ↑  finanzen100. BurdaForward GmbH, 27. Juli 2025, abgerufen am 27. Juli 2025 (deutsch).
3. ↑  http://www.unifr.ch/zrhr/documents/publikationen/j%E4ggi/Die%20Immobilien-AG.pdf
4. ↑  finanzen100. BurdaForward GmbH, 27. Juli 2025, abgerufen am 27. Juli 2025 (deutsch).